# Автошлях E40

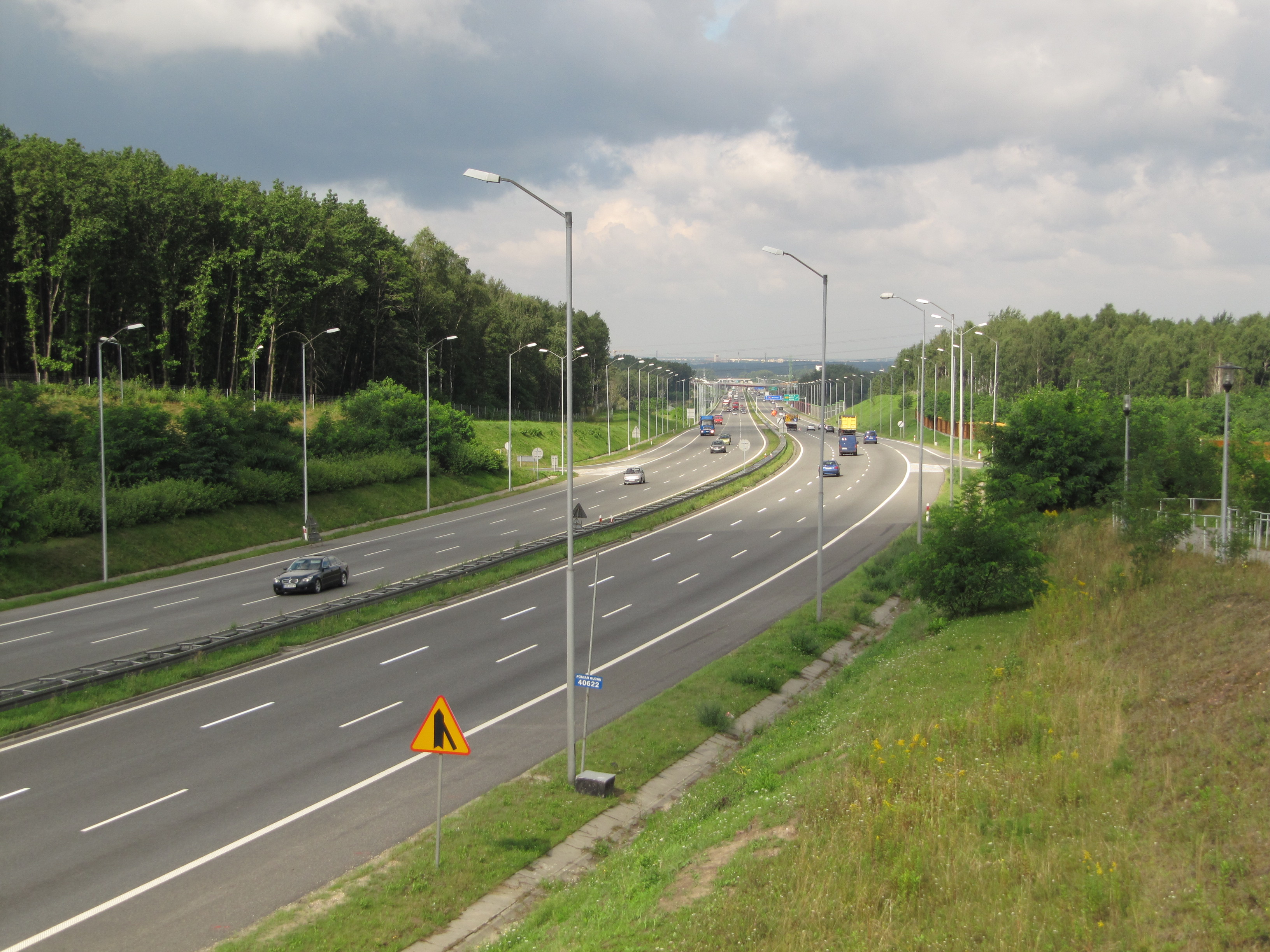
Автомагістраль A4 в Польщі

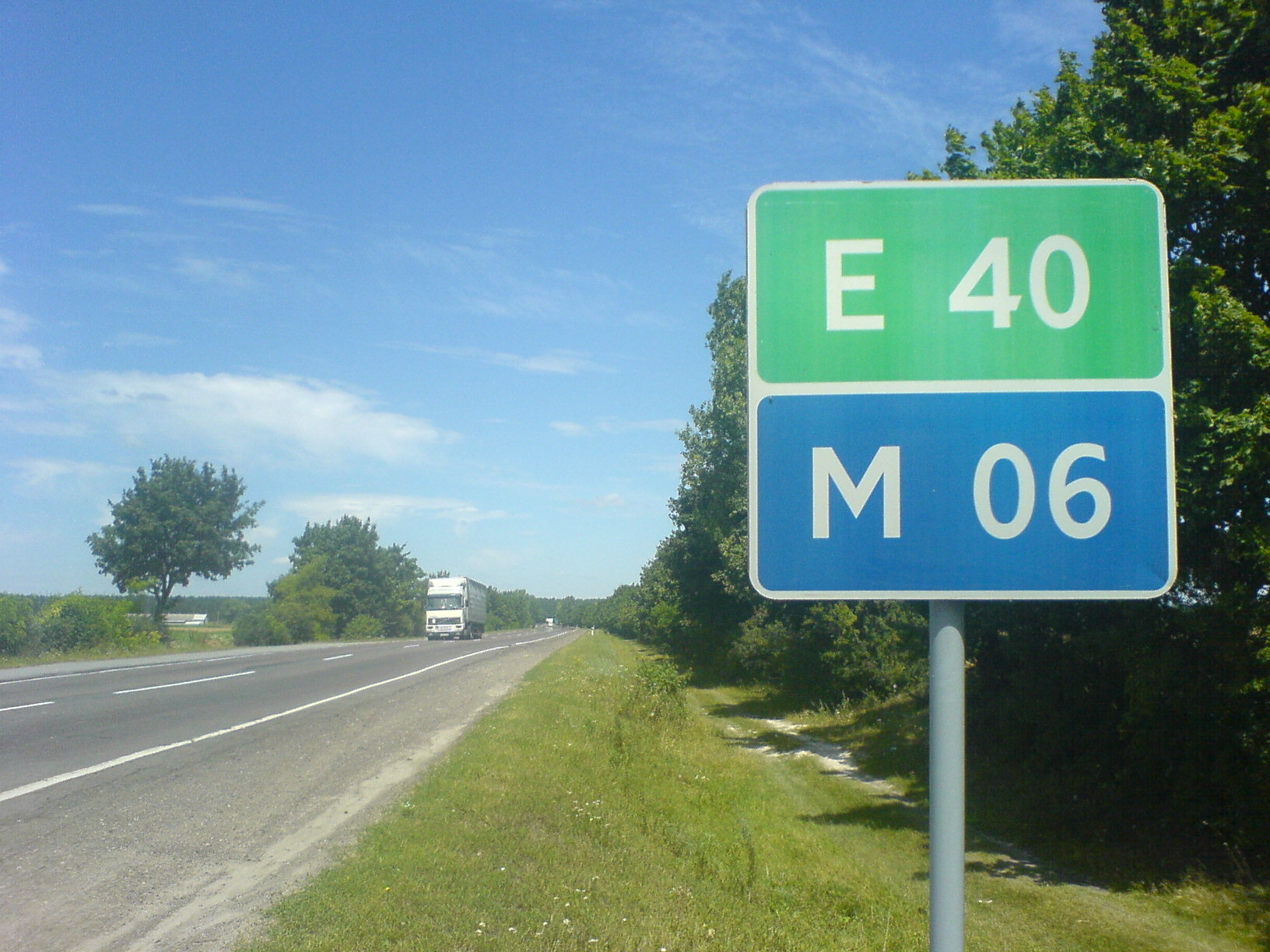
Дорожній знак під Бродами

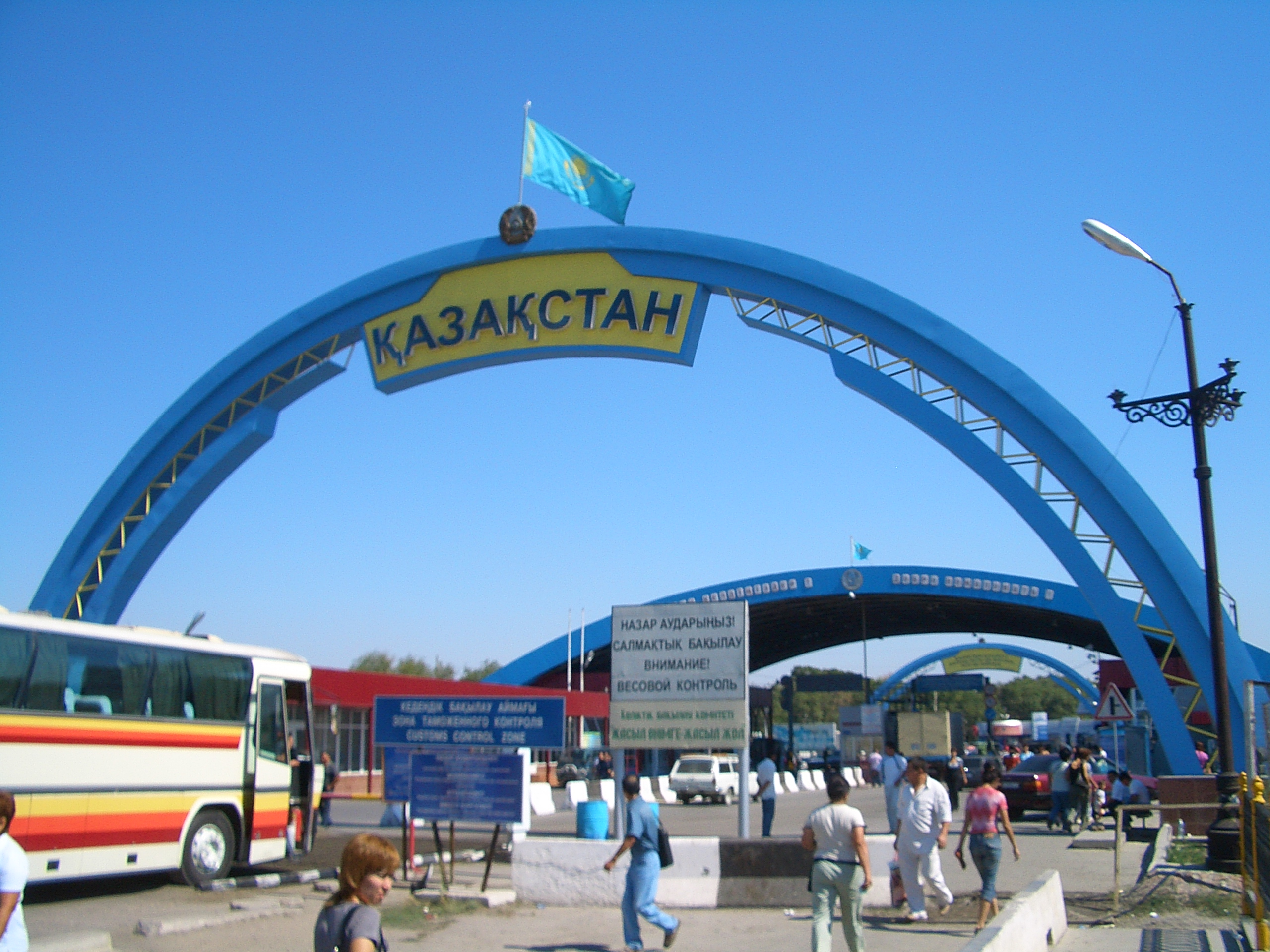
На в'їзді до Казахстану з Киргизстану біля села Кордай

E40, Європейський маршрут E40 — найдовший європейський автошлях, довжиною 8500 км, що з'єднує французьке місто Кале через Бельгію, Німеччину, Польщу, Україну, Росію, Казахстан, Узбекистан, Туркменістан і Киргизстан із казахським містом Ріддер біля кордону з Російською Федерацією.

## Загальні відомості
E40 в Україні, в основному, має дві смуги. Від Львова до Рівного деякі частини дороги мають бар'єр між проїжджими частинами. На рівненській окружній дорозі E40 має 2 смуги. На всьому проміжку між Рівним і Житомиром E40 має бар'єр. На житомирській окружній E40 знову має 2 смуги. Із Житомира до Києва E40 має бар'єр, що розділяє проїжджі частини.

## Маршрут автошляху
Шлях проходить через такі міста:
 Франція: Кале — Дюнкерк
- автомагістраль A16

 Бельгія: Верне — Остенде — Брюгге — Гент — Брюссель — Левен — Льєж
- автомагістраль A18
- автомагістраль A10
- Брюссельська об'їзна дорога R0
- автострада A3

 Німеччина: Аахен — Кельн — Гуммерсбах — Ольпе — Зіген — Вецлар — Гіссен — Бад-Герсфельд — Айзенах — Гота — Ерфурт — Веймар — Єна — Гера — Хемніц — Дрезден — Бауцен — Герліц
- автомагістраль A44 (Німеччина)
- автомагістраль A4 (Німеччина)
- автомагістраль A45 (Німеччина)
- автомагістраль A5 (Німеччина)
- автомагістраль A7 (Німеччина)
- автомагістраль A4 (Німеччина)

 Польща: Болеславець — Легниця — Вроцлав — Ополе — Гливиці — Руда-Шльонська — Катовиці — Явожно — Краків — Тарнів — Ряшів — Корчова
- автомагістраль A4 (Польща)

 Україна: Львів — Дубно — Рівне — Житомир — Київ — Лубни — Полтава — Харків — Ізюм — Слов'янськ — Дебальцеве — Луганськ — Сорокине — Ізварине
- Автошлях М10
- Автошлях М06
- Автошлях М03
- Автошлях М04

Довжина шляху на території України — 1452 км.
 Росія: Каменськ-Шахтинський — Волгоград — Астрахань
 Казахстан: Атирау
 Узбекистан: Кунград — Нукус
 Туркменістан: Дашогуз
 Узбекистан: Бухара — Навої — Самарканд — Джиззак — Ташкент
 Казахстан: Шимкент — Тараз
 Киргизстан: Бішкек
 Казахстан: Алмати — Талдикорган — Ушарал — Аягоз — Усть-Каменогорськ — Ріддер

## Сучасність
Через Війну на Сході України рух автошляхом залишається частково заблокованим..